# جورج بودنهاوزن
جورج هندريك كريستيان بودنهاوزن (بالهولندية: Georg Bodenhausen) (11 يوليو / تموز عام 1905 ، أوترخت – 1 تشرين الأول / أكتوبر 1997 لوزان) موظف مدني هولندي. كان مدير المكاتب الدولية المتحدة لحماية الملكية الفكرية من عام 1963 إلى 1970، وأول مدير عام للمنظمة العالمية للملكية الفكرية (الويبو) من عام 1970 إلى عام 1973.

## ببليوغرافي
- دليل تطبيق اتفاقية باريس لحماية الملكية الصناعية بصيغتها المنقحة في ستوكهولم في عام 1967 (المكاتب الدولية المتحدة لحماية الملكية الفكرية (BIRPI); المنظمة العالمية للملكية الفكرية (الويبو); 1 فبراير 1968) (ردمك 92-805-0368-5)